# Campeonato Mundial de Ginástica Artística de 2010
O XLII Campeonato Mundial de Ginástica Artística ocorreu entre os dias 16 e 24 de outubro de 2010 no Ahoy em Roterdã, Países Baixos. O evento serviu como primeira qualificatória para os Jogos Olímpicos de 2012, em Londres, já que apenas as 24 equipes melhor classificadas no masculino e feminino disputarão o Mundial de Tóquio, em 2011, que vale como Pré-Olímpico.

## Eventos
- Equipes masculino
- Individual geral masculino
- Solo masculino
- Barra fixa
- Barras paralelas
- Cavalo com alças
- Argolas
- Salto sobre a mesa masculino
- Equipes feminino
- Individual geral feminino
- Trave
- Solo feminino
- Barras assimétricas
- Salto sobre a mesa feminino

## Calendário
| Outubro            | 18 | 19 | 20 | 21 | 22 | 23 | 24 |
| ------------------ | -- | -- | -- | -- | -- | -- | -- |
| Qualificatória     | ●  | ●  |    |    |    |    |    |
| Equipes            |    |    |    | ●  |    |    |    |
| Individual geral   |    |    |    |    | ●  |    |    |
| Solo               |    |    |    |    |    | ●  |    |
| Cavalo com alças   |    |    |    |    |    | ●  |    |
| Argolas            |    |    |    |    |    | ●  |    |
| Salto sobre a mesa |    |    |    |    |    |    | ●  |
| Barras paralelas   |    |    |    |    |    |    | ●  |
| Barra fixa         |    |    |    |    |    |    | ●  |

| Outubro             | 16 | 17 | 18 | 19 | 20 | 21 | 22 | 23 | 24 |
| ------------------- | -- | -- | -- | -- | -- | -- | -- | -- | -- |
| Qualificatória      | ●  | ●  |    |    |    |    |    |    |    |
| Equipes             |    |    |    |    | ●  |    |    |    |    |
| Individual geral    |    |    |    |    |    |    | ●  |    |    |
| Salto sobre a mesa  |    |    |    |    |    |    |    | ●  |    |
| Barras assimétricas |    |    |    |    |    |    |    | ●  |    |
| Trave               |    |    |    |    |    |    |    |    | ●  |
| Solo                |    |    |    |    |    |    |    |    | ●  |

## Países participantes
Um total de 68 nações estiveram representados no Mundial de Ginástica Artística. Entre parênteses o número de ginastas por país.
| \| - África do Sul (7) - Alemanha (13) - Argélia (2) - Argentina (9) - Armênia (1) - Austrália (14) - Áustria (13) - Azerbaijão (1) - Bélgica (14) - Bielorrússia (13) - Brasil (14) - Bulgária (7) - Canadá (14) - Cazaquistão (6) - Chile (1) - China (14) - Colômbia (12) \| - Coreia do Sul (14) - Croácia (6) - Chipre (1) - Dinamarca (12) - Egito (6) - El Salvador (1) - Eslovênia (7) - Eslováquia (2) - Espanha (14) - Estados Unidos (14) - Finlândia (12) - França (12) - Geórgia (1) - Grécia (14) - Hong Kong (5) - Hungria (13) - Iêmen (1) \| - Irão (6) - Irlanda (3) - Islândia (2) - Israel (11) - Itália (12) - Jordânia (2) - Japão (13) - Kuwait (6) - Letônia (2) - Lituânia (4) - Luxemburgo (1) - México (12) - Noruega (6) - Nova Zelândia (9) - Países Baixos (13) - Polónia (12) - Portugal (13) \| - Porto Rico (7) - Catar (2) - Reino Unido (14) - República Dominicana (1) - Chéquia (13) - Roménia (14) - Rússia (14) - Suíça (14) - Suécia (4) - Tailândia (3) - Taipé Chinesa (8) - Tunísia (1) - Turquia (7) - Ucrânia (14) - Uzbequistão (11) - Venezuela (12) - Vietname (6) \| | | | |
| - África do Sul (7) - Alemanha (13) - Argélia (2) - Argentina (9) - Armênia (1) - Austrália (14) - Áustria (13) - Azerbaijão (1) - Bélgica (14) - Bielorrússia (13) - Brasil (14) - Bulgária (7) - Canadá (14) - Cazaquistão (6) - Chile (1) - China (14) - Colômbia (12) | - Coreia do Sul (14) - Croácia (6) - Chipre (1) - Dinamarca (12) - Egito (6) - El Salvador (1) - Eslovênia (7) - Eslováquia (2) - Espanha (14) - Estados Unidos (14) - Finlândia (12) - França (12) - Geórgia (1) - Grécia (14) - Hong Kong (5) - Hungria (13) - Iêmen (1) | - Irão (6) - Irlanda (3) - Islândia (2) - Israel (11) - Itália (12) - Jordânia (2) - Japão (13) - Kuwait (6) - Letônia (2) - Lituânia (4) - Luxemburgo (1) - México (12) - Noruega (6) - Nova Zelândia (9) - Países Baixos (13) - Polónia (12) - Portugal (13) | - Porto Rico (7) - Catar (2) - Reino Unido (14) - República Dominicana (1) - Chéquia (13) - Roménia (14) - Rússia (14) - Suíça (14) - Suécia (4) - Tailândia (3) - Taipé Chinesa (8) - Tunísia (1) - Turquia (7) - Ucrânia (14) - Uzbequistão (11) - Venezuela (12) - Vietname (6) |

## Medalhistas
Masculino
| Evento                      | Ouro                                                                                  | Prata | Bronze |
| Equipes detalhes            | Chen Yibing · Feng Zhe · Teng Haibin · Yan Mingyong · Lu Bo · Zhang Chenglong · China | Kohei Uchimura · Koji Yamamuro · Koji Uematsu · Kazuhito Tanaka · Kenya Kobayashi · Tatsuki Nakashima · Japão | Philipp Boy · Fabian Hambüchen · Thomas Taranu · Evgenij Spiridonov · Sebastian Krimmer · Matthias Fahrig · Alemanha |
| Individual geral detalhes   | Kohei Uchimura · Japão                                                                | Philipp Boy · Alemanha                                                                                        | Jonathan Horton · Estados Unidos                                                                                     |
| Solo detalhes               | Eleftherios Kosmidis · Grécia                                                         | Kohei Uchimura · Japão                                                                                        | Daniel Purvis · Reino Unido                                                                                          |
| Cavalo com alças detalhes   | Krisztián Berki · Hungria                                                             | Louis Smith · Reino Unido                                                                                     | Prashanth Sellathurai · Austrália                                                                                    |
| Argolas detalhes            | Chen Yibing · China                                                                   | Yang Mingyong · China                                                                                         | Matteo Morandi · Itália                                                                                              |
| Salto sobre a mesa detalhes | Thomas Bouhail · França                                                               | Anton Golotsutskov · Rússia                                                                                   | Dzmitry Kaspiarovich · Bielorrússia                                                                                  |
| Barras paralelas detalhes   | Feng Zhe · China                                                                      | Teng Haibin · China                                                                                           | Kohei Uchimura · Japão                                                                                               |
| Barra fixa detalhes         | Zhang Chenglong · China                                                               | Epke Zonderland · Países Baixos                                                                               | Fabian Hambüchen · Alemanha                                                                                          |

Feminino
| Evento                       | Ouro | Prata | Bronze                                                                                |
| Equipes detalhes             | Ksenia Afanasyeva · Aliya Mustafina · Tatiana Nabieva · Ksenia Semenova · Ekaterina Kurbatova · Anna Dementyeva · Rússia | Rebecca Bross · Mackenzie Caquatto · Bridget Sloan · Mattie Larson · Alexandra Raisman · Alicia Sacramone · Estados Unidos | Jiang Yuyuan · He Kexin · Lu Sui · Huang Qiushuang · Deng Linlin · Yang Yilin · China |
| Individual geral detalhes    | Aliya Mustafina · Rússia                                                                                                 | Jiang Yuyuan · China | Rebecca Bross · Estados Unidos                                                        |
| Salto sobre a mesa detalhes  | Alicia Sacramone · Estados Unidos                                                                                        | Aliya Mustafina · Rússia                                                                                                   | Jade Barbosa · Brasil                                                                 |
| Barras assimétricas detalhes | Elizabeth Tweddle · Reino Unido                                                                                          | Aliya Mustafina · Rússia                                                                                                   | Rebecca Bross · Estados Unidos                                                        |
| Solo detalhes                | Lauren Mitchell · Austrália                                                                                              | Aliya Mustafina · Rússia · Diana Chelaru · Roménia                                                                         | nenhuma                                                                               |
| Trave detalhes               | Ana Porgras · Roménia | Rebecca Bross · Estados Unidos · Deng Linlin · China                                                                       | nenhuma                                                                               |

## Quadro de medalhas
| Ordem | País           | Medalha de ouro | Medalha de prata | Medalha de bronze |    |
| ----- | -------------- | --------------- | ---------------- | ----------------- | -- |
| 1     | China          | 4               | 4                | 1                 | 9  |
| 2     | Rússia         | 2               | 4                |                   | 6  |
| 3     | Estados Unidos | 1               | 2                | 3                 | 6  |
| 4     | Japão          | 1               | 2                | 1                 | 4  |
| 5     | Grã-Bretanha   | 1               | 1                | 1                 | 3  |
| 6     | Roménia        | 1               | 1                |                   | 2  |
| 7     | Austrália      | 1               |                  | 1                 | 2  |
| 8     | França         | 1               |                  |                   | 1  |
| 8     | Grécia         | 1               |                  |                   | 1  |
| 8     | Hungria        | 1               |                  |                   | 1  |
| 11    | Alemanha       |                 | 1                | 2                 | 3  |
| 12    | Países Baixos  |                 | 1                |                   | 1  |
| 13    | Bielorrússia   |                 |                  | 1                 | 1  |
| 13    | Brasil         |                 |                  | 1                 | 1  |
| 13    | Itália         |                 |                  | 1                 | 1  |
| TOTAL | TOTAL          | 14              | 16               | 12                | 42 |

     País sede destacado.